# Юшкевич, Иван Васильевич
Иван Васильевич Юшкевич (лит. Jonas Juška; 1815—1886) — литовский педагог, этнограф, фольклорист, лингвист, переводчик, редактор и издатель; собиратель литовских народных песен и обрядов.

## Биография
Иван Юшкевич родился 8 июня 1815 года в Россиенском уезде.
По окончании Императорского Харьковского университета работал учителем в 3-й Казанской гимназии; в общем И. В. Юшкевич находился на службе 42 года, из которых 22 последних были посвящены им службе в ведомстве Министерства народного просвещения Российской империи. 
Как и брат Антон он был знатоком литовского языка и много времени посвятил сбору народных литовских песен и обрядов. И. В. Юшкевич был редактором и издателем не только своих собственных трудов, но и трудов своего брата, который собрал много этнографического и лингвистического материала, но к изданию успел подготовить лишь малую часть. 

Музей этнографии имени братьев Юшкевичей в Вилькии

Ивану Васильевичу Юшкевичу принадлежат следующие труды: «Записка о грамматике А. Шлейхера» («Известия II Отделения Императорской Академии Наук», 1856, том V; отдельно — Санкт-Петербург, 1856), «О говорах литовского языка» («Известия II Отделения Императорской Академии Наук», 1861 г., том Х) и «Литовские народные песни, с переводом на русский язык» (Санкт-Петербург, 1867 год). 
При содействии профессора И. А. Бодуэна-де-Куртенэ, Юшкевич издал: «Литовские народные песни из окрестностей Велек, записанные Антоном Юшкевичем» (Казань, 1880—1882 гг.) и «Свадебные обряды виленских литовцев, записанные А. Юшкевичем в 1870 году и изданные Иваном Юшкевичем, с коротким прибавлением о литовском правописании латинского шрифта» (Казань, 1880). 
В 1883 году Петербургская академия наук издала обширный и весьма ценный сборник: «Литовские свадебные песни», составленный Юшкевичем так же из материалов его брата Антона Васильевича. 
Иван Васильевич Юшкевич также занимался составлением обширного литовско-польско-русского словаря, но успел напечатать лишь десять листов; в рукописи этот труд был закончен, но ещё требовал весьма существенных дополнений. 
Братья Юшкевичи охотно и безвозмездно предоставляли в распоряжение русских ученых учреждений материалы, на сбор которых потратили много своего времени и денег.
Иван Васильевич Юшкевич умер 11 мая 1886 года в городе Казани.